# Atletika na Poletnih olimpijskih igrah 1928
Atletika na Poletnih olimpijskih igrah 1928. Tekmovanja so potekala v dvaindvajsetih disciplinah za moške  in petih za ženske med 29. julijem in 5. avgustom 1928 v Amsterdamu, udeležilo se jih je 706 atletov iz štiridesetih držav. Prvič so potekala tekmovanja za ženske in prvič tudi na stadionu s 400 metrsko tekaško stezo.

## Dobitniki medalj
| Disciplina        | Zlato                                                              | Srebro                                                                          | Bron                                                                             |
| 100 m             | Percy Williams (CAN)                                               | Jack London (GBR)                                                               | Georg Lammers (GER)                                                              |
| 200 m             | Percy Williams (CAN)                                               | Walter Rangeley (GBR)                                                           | Helmut Körnig (GER)                                                              |
| 400 m             | Ray Barbuti (USA)                                                  | James Ball (CAN)                                                                | Joachim Büchner (GER)                                                            |
| 800 m             | Douglas Lowe (GBR)                                                 | Erik Byléhn (SWE)                                                               | Hermann Engelhard (GER)                                                          |
| 1500 m            | Harri Larva (FIN)                                                  | Jules Ladoumegue (FRA)                                                          | Eino Purje (FIN)                                                                 |
| 5000 m            | Ville Ritola (FIN)                                                 | Paavo Nurmi (FIN)                                                               | Edvin Wide (SWE)                                                                 |
| 10000 m           | Paavo Nurmi (FIN)                                                  | Ville Ritola (FIN)                                                              | Edvin Wide (SWE)                                                                 |
| 110 m z ovirami   | Sydney Atkinson (RSA)                                              | Steve Anderson (USA)                                                            | John Collier (USA)                                                               |
| 400 m z ovirami   | David Burghley (GBR)                                               | Frank Cuhel (USA)                                                               | Morgan Taylor (USA)                                                              |
| 3000 m z ovirami  | Toivo Loukola (FIN)                                                | Paavo Nurmi (FIN)                                                               | Ove Andersen (FIN)                                                               |
| Štafeta 4 × 100 m | ZDA · Frank Wykoff · James Quinn · Charles Borah · Henry Russell   | Nemčija · Georg Lammers · Richard Corts · Hubert Houben · Helmut Körnig         | Združeno kraljestvo · Cyril Gill · Edward Smouha · Walter Rangeley · Jack London |
| Štafeta 4 × 400 m | ZDA · George Baird · Fred Alderman · Emerson Spencer · Ray Barbuti | Nemčija · Otto Neumann · Harry Werner Storz · Richard Krebs · Hermann Engelhard | Kanada · James Ball · Stanley Glover · Phil Edwards · Alex Wilson                |
| Maraton           | Boughera El Ouafi (FRA)                                            | Manuel Plaza (CHI)                                                              | Martti Marttelin (FIN)                                                           |
| Skok v daljino    | Edward Hamm (USA)                                                  | Silvio Cator (HAI)                                                              | Alfred Bates (USA)                                                               |
| Troskok           | Mikio Oda (JPN)                                                    | Levi Casey (USA)                                                                | Vilho Tuulos (FIN)                                                               |
| Skok v višino     | Bob King (USA)                                                     | Benjamin Hedges (USA)                                                           | Claude Ménard (FRA)                                                              |
| Skok ob palici    | Sabin Carr (USA)                                                   | William Droegemuller (USA)                                                      | Charles McGinnis (USA)                                                           |
| Suvanje krogle    | John Kuck (USA)                                                    | Herman Brix (USA)                                                               | Emil Hirschfeld (GER)                                                            |
| Met diska         | Bud Houser (USA)                                                   | Antero Kivi (FIN)                                                               | James Corson (USA)                                                               |
| Met kopja         | Erik Lundqvist (SWE)                                               | Béla Szepes (HUN)                                                               | Olav Sunde (NOR)                                                                 |
| Met kladiva       | Pat O'Callaghan (IRL)                                              | Ossian Skiöld (SWE)                                                             | Edmund Black (USA)                                                               |
| Deseteroboj       | Paavo Yrjölä (FIN)                                                 | Akilles Järvinen (FIN)                                                          | Ken Doherty (USA)                                                                |

## Dobitnice medalj
| Disciplina        | Zlato                                                             | Srebro                                                               | Bron                                                                |
| 100 m             | Betty Robinson (USA)                                              | Bobbie Rosenfeld (CAN)                                               | Ethel Smith (CAN)                                                   |
| 800 m             | Lina Radke (GER)                                                  | Kinue Hitomi (JPN)                                                   | Inga Gentzel (SWE)                                                  |
| Štafeta 4 × 100 m | Kanada · Myrtle Cook · Ethel Smith · Bobbie Rosenfeld · Jane Bell | ZDA · Jessie Cross · Loretta McNeil · Betty Robinson · Mary Washburn | Nemčija · Anni Holdmann · Leni Junker · Rosa Kellner · Leni Schmidt |
| Skok v višino     | Ethel Catherwood (CAN)                                            | Lien Gisolf (NED)                                                    | Mildred Wiley (USA)                                                 |
| Met diska         | Halina Konopacka (POL)                                            | Lillian Copeland (USA)                                               | Ruth Svedberg (SWE)                                                 |

## Medalje po državah
| Poz | Država              | Zlato | Srebro | Bron | Skupaj |
| 1   | ZDA                 | 9     | 8      | 8    | 25     |
| 2   | Finska              | 5     | 5      | 4    | 14     |
| 3   | Kanada              | 4     | 2      | 2    | 8      |
| 4   | Združeno kraljestvo | 2     | 2      | 1    | 5      |
| 5   | Nemčija             | 1     | 2      | 6    | 9      |
| 6   | Švedska             | 1     | 2      | 4    | 7      |
| 7   | Francija            | 1     | 1      | 1    | 3      |
| 8   | Japonska            | 1     | 1      | 0    | 2      |
| 9   | Irska               | 1     | 0      | 0    | 1      |
| 9   | Poljska             | 1     | 0      | 0    | 1      |
| 9   | Južna Afrika        | 1     | 0      | 0    | 1      |
| 12  | Čile                | 0     | 1      | 0    | 1      |
| 12  | Haiti               | 0     | 1      | 0    | 1      |
| 12  | Madžarska           | 0     | 1      | 0    | 1      |
| 12  | Nizozemska          | 0     | 1      | 0    | 1      |
| 16  | Norveška            | 0     | 0      | 1    | 1      |